# 錢山
錢山（1434年—？），字靜夫，直隸滁州人，明朝政治人物。進士出身。

## 生平
成化元年（1465年）乙酉科應天府鄉試第二十四名。成化二年（1466年）丙戌科會試第六名，殿試登進士第二甲第二十七名。

## 家族
曾祖錢潤甫。祖父錢大通。父亲錢景華。